# Machaonia erythrocarpa
Machaonia erythrocarpa är en måreväxtart som först beskrevs av Paul Carpenter Standley, och fick sitt nu gällande namn av Attila L. Borhidi. Machaonia erythrocarpa ingår i släktet Machaonia och familjen måreväxter.

## Underarter
Arten delas in i följande underarter:
- M. e. erythrocarpa
- M. e. hondurensis
- M. e. parvifolia